# Nahhunte
 (décembre 2022).
Si vous disposez d'ouvrages ou d'articles de référence ou si vous connaissez des sites web de qualité traitant du thème abordé ici, merci de compléter l'article en donnant les références utiles à sa vérifiabilité et en les liant à la section « Notes et références ».
Nahhunte est le dieu du Soleil élamite. Comme son pendant mésopotamien Shamash, il est également le dieu de la Justice, garant des contrats. À ce titre, il est souvent invoqué dans les documents juridiques. Bien qu'aucun de ses lieux de culte n'ait été mis au jour, on sait par les textes qu'il occupait une place importante dans le panthéon élamite.